# Вознесенський Олександр Сергійович
Олекса́ндр Сергі́йович Вознесе́нський, справжнє прізвище Бродський (рос. Вознесенский Александр Сергеевич; нар. 11 березня 1880, Вознесенськ — пом. 22 січня 1939) — український та російський кінодраматург, критик, теоретик кіно.

## З життєпису
Походить з родини повітового лікаря. 1897 року поступив на медичний факультет Московського університету, по тому пройшов чотири курси юридичного факультету, 1902 полишив навчання.
Одночасно в 1898 вчився у драматичній студії Московського філармонічного товариства у К. С. Станіславського.
З 1902 року почав регулярно друкуватися в газетах та журналах — поезії, фейлетони, критичні замітки, літературні огляди — вперше надрукувався в «Одеських новинах» — проживав тоді в Одесі.
Товаришував з Корнієм Чуковським, був боярином на його весіллі.
Вірші його почали друкувати 1905 року в журналі «Жало», з 1913 — в «Сатириконі» та «Новому Сатириконі».
1909 року одружився, жінкою його була Юренєва Віра Леонідівна — майбутня заслужена артистка РРФСР.
Виступав з публічними доповідями, на основі яких написав книгу «Поети, закохані в прозу» — випущена 1910 року в Києві.
1911 року в Московському художньому театрі К. Марджанов поставив його п"єсу «Сльози», згодом по ній знято фільм.
За його сценаріями у 1911—1921 роках поставлено понад 20 фільмів, з них — «Німі свідки» (1914), «Королева екрану» (1916), «Жінка завтрашнього дня» (в 2-х серіях, 1914-15), «Цар Микола ІІ — самодержець всеросійський» (1917), «Слухайте, брати!» (1919), «Все для фронту!» (1920).
1914 року вийшов його поетичний збірник «Шлях Агасфера» — перевиданий 1916.
1917 року відкрив керував студією Екранного мистецтва в Петрограді, в 1919—1920 — Кінокурсами в Києві, в 1919 році також викладав у Театральній академії в Києві.
у 1921—1922 роках працював в Московському кінокомітеті як член художньої ради.
Виступав в пресі з рецензійними статтями, перша — «Про мистецтво мовчання, більше, чим кіно» — 1911. З часом його рецензії та статті були перероблені в книгу «Мистецтво екрану» — 1924.
У 1918—1923 роках керував кінокурсами (згодом перейменовані в «Студію екранного мистецтва») у Києві, з 1924 — у Ленінграді; автор праці «Мистецтво екрану» (1924).
Писав п'єси майже до кінця 1920-х, скрізь головна роль була виписана під Віру Юр'єву; перекладав з німецької та польської мов — Пшибишевського перекладав, навіть не знаючи польської. Зокрема, на початку 1930-х перекладав Еріха Вайнерта. 1932 року ці переклади вийшли друком з передмовою О. Й. Дейча.
Репресований в середині 1930-х. Помер 1939 року в селі Нова Шульба Семипалатинської області.
Посмертно реабілітований.